# Marquesado de Beniel
El marquesado de Beniel es un título nobiliario español creado el 9 de septiembre de 1709 por el rey Felipe V de España a favor de Gil Francisco de Molina y Junterón, también conocido como Gil Francisco Molina de Junterón y López de Ayala, coronel de infantería y caballero de la Orden de Santiago con el vizcondado previo del mismo nombre.
Su denominación hace referencia a la localidad de Beniel, Región de Murcia.

## Marqueses de Beniel

Escudo de Beniel, en la Región de Murcia

|                       | Titular                                        | Periodo               |
| Creación por Felipe V | Creación por Felipe V                          | Creación por Felipe V |
| --------------------- | ---------------------------------------------- | --------------------- |
| I                     | Gil Francisco de Molina y Junterón             | 1709-1727             |
| II                    | Gil Antonio de Molina y Gonzaga                | 1727-1756             |
| III                   | Gil Javier de Molina y Saavedra                | 1756-¿?               |
| IV                    | María de la Concepción de Molina y Paz         | 1781-1792             |
| V                     | Gil Andrés Pedro de Molina y Saavedra          | 1792-1796             |
| VI                    | Antonio Pascual de Riquelme y Molina Castañeda | 1761-1801             |
| VII                   | Mariano Pascual de Riquelme y Vergara          | ¿?-1826               |
| VIII                  | Mariano Pascual de Riquelme y Pascual de Pobil | 1826-1855             |
| IX                    | Luis Pascual de Riquelme y Roca de Togores     | 1855-1859             |
| X                     | Antonio Pascual de Riquelme y Palavicino       | 1868-1902             |
| XI                    | Carlos de Rojas y Moreno                       | 1915-1941             |
| XII                   | María Teresa de Rojas y Roca de Togores        | 1953-1996             |
| XIII                  | Ana Isabel de Borbón y Rojas                   | 1996-2011             |
| XIV                   | María Teresa de Rojas y Roca de Togores        | 2014-actual titular   |

## Historia de los marqueses de Beniel

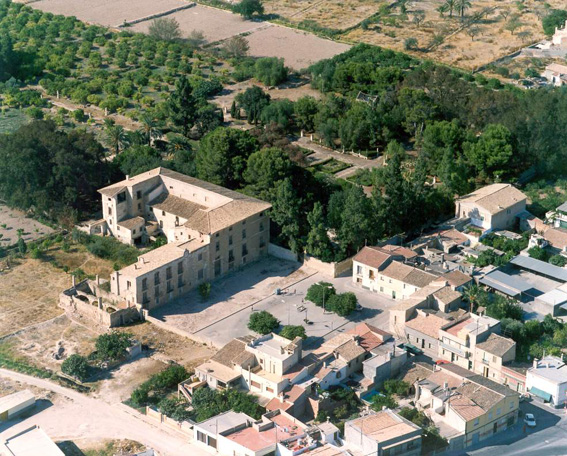
Palacio y jardines del marqués de Beniel, en Muchamiel (Alicante)

- Gil Francisco de Molina y Junterón (Murcia, 20 de diciembre de 1659-29 de mayo de 1727), I marqués de Beniel,[2][1] caballero de la Orden de Santiago, regidor de Murcia, coronel de infantería que tomo parte en las guerras del milanesado y gentilhombre de cámara del rey.[3] Era hijo de Gil Antonio de Molina y Junteron y de su primera esposa, Isabel López de Ayala.[4]

Casó, en primeras nupcias, con Eleonora de Gonzaga Tresini. Después de enviudar en 1705, contrajo un segundo matrimonio con María Asper y Ferrer. Le sucedió su hijo del primer matrimonio:
- Gil Antonio de Molina y Gonzaga (m. 1756), II marqués de Beniel.[1]

Casó, en primeras nupcias, con Ana María de Castañeda. Contrajo un segundo matrimonio con Francisca de Saavedra y Barnuevo. En 21 de diciembre de 1756, le sucedió su hijo del segundo matrimonio:
- Gil Javier de Molina y Saavedra, III marqués de Beniel.[1]

Casó con María de Paz y Valcárcel. En 29 de abril de 1781, le sucedió su hija:
- María de la Concepción de Molina y Paz (m. 1792), IV marquesa de Beniel.[3]

Casó con Antonio Lucas Zeldrán Verástegui, I marqués del Campillo. Sucedió su tío:
- Gil Andrés Pedro de Molina y Saavedra (m. 19 de febrero de 1796), V marqués de Beniel.[3] Le sucedió su sobrino:[1]

- Antonio Pascual de Riquelme y Molina Castañeda (Alicante, 14 de febrero de 1731-1801), VI marqués de Beniel[1] y III marqués de Peñacerrada. Era hijo de Joaquín Mariano Pascual de Riquelme y Pérez de Sarrio y de su primera esposa, Leonor de Molina y Castañeda, hija del II marqués de Beniel.[7]

Casó, en Alicante, el 18 de diciembre de 1759, con María Teresa Vergara y Miquel. Le sucedió su hijo:
- Mariano Pascual de Riquelme y Vergara (Alicante, 31 de julio de 1773-1 de enero de 1826),[8] VII marqués de Beniel[1] y IV marqués de Peñacerrada.

Casó, en Alicante, el 17 de enero de 1795, con María del Consuelo Pascual de Pobil y Guzmán, hija de Francisco Pascual de Pobil y Rovira VII barón de Finestrat y de María Magdalena Guzmán y Soler. Le sucedió su hijo:
- Antonio Pascual de Riquelme y Pascual de Pobil (23 de marzo de 1796-28 de marzo de 1855),[8] VIII marqués de Beniel[1] y V marqués de Peñacerrada.

Casó con María de las Angustias Roca de Togores y Carrasco, hija de Luis Roca de Togores y Valcárcel, II conde de Pinohermoso, y de su esposa, María Francisca Carrasco y Arce, condesa de Villaleal. Le sucedió su hijo:
- Luis Pascual de Riquelme y Roca de Togores (Alicante, 24 de julio de 1822-7 de enero de 1859),[8] IX marqués de Beniel.[1]

Casó, en primeras nupcias, en Valencia, el 7 de septiembre de 1843, con María Escolástica Palavicino y Valles. En 12 de septiembre de 1868, le sucedió su hijo:
- Antonio Pascual de Riquelme y Palavicino (m. Murcia, 1 de julio de 1902),[8] X marqués de Beniel.[1]

Casó con Rosa de Bustos y Riquelme, marquesa de Salinas del Río Pisuerga.  Sin descendencia, en 3 de agosto de 1915 le sucedió:
- Carlos de Rojas y Moreno (m. 8 de diciembre de 1941),[9] XI marqués de Beniel[1]  Era séptimo nieto del I marqués de Beniel,[3] hijo de José María de Rojas y Galiano, V conde de Casa Rojas, VIII marqués del Bosch de Arés, grande de España,[9] V conde de Torrellano, diputado a Cortes y senador por derecho propio.[10] y de Mariana Moreno y Pérez de Vargas (1862-1928).[10]

Casó, el 21 de abril de 1928, con María Teresa Roca de Togores y Pérez del Pulgar. En 23 de marzo de 1953, le sucedió su hija:
- María Teresa de Rojas y Roca de Togores (n. en 1929), XII marquesa de Beniel,[1] X marquesa del Bosch de Arés, grande de España, VII condesa de Torrellano y VII condesa de Casa Rojas.

Casó, el 7 de enero de 1958, con Alfonso de Borbón y Caralt (m. noviembre de 2018), III marqués de Squilache y V marqués de Balboa. En 4 de diciembre de 1996, le sucedió su hija:
- Ana Isabel de Borbón y Rojas (1960-2011), XIII marquesa de Beniel.[1]

En 13 de marzo de 2014, por fallecimiento sin descendientes, le sucedió su madre:
- María Teresa de Rojas y Roca de Togores, XIV marquesa de Beniel.[12]